# Małe i duże przygody Miffy
Małe i duże przygody Miffy (nid. Nijntjes avonturen groot en klein; ang. Miffy’s Adventures Big and Small, 2015) – holendersko-brytyjski serial animowany. Serial emitowany w Polsce na kanale MiniMini+ od 22 lutego 2016 roku, i na kanale TVP ABC od 27 lutego 2024 roku. 

## Fabuła
Perypetie króliczki o imieniu Miffy. Urocze zwierzątko codziennie poznaje otaczający je świat. Dowiaduje się między innymi, czym jest rozgwiazda, jak opiekować się ptakami zimą i pozbyć czkawki. Za sprawą Miffy i jej przyjaciół mali widzowie przekonają się, że deszcz wcale nie oznacza nudy, hodowanie roślin wymaga cierpliwości, opieka nad rybką wiąże się z odpowiedzialnością, a wyobraźnia pozwala odbyć dalekie podróże bez wychodzenia z domu. Serial powstał w oparciu o książkę autorstwa holenderskiego pisarza Dicka Bruna. Stanowi też kontynuację produkcji "Miffy i przyjaciele".

## Wersja Polska
Wersja polska: na zlecenie platformy nc+ – Studio Publishing
Udział wzięli:
- Lena Steciuk - Miffy
- Mirosław Wieprzewski
- Leszek Zduń
- Janusz Zadura – Tata Miffy
- Magdalena Krylik – Mama Miffy
- Jacek Wolszczak – Borys
- Bernard Lewandowski – Dan
- Joanna Pach-Żbikowska

- Wojciech Słupiński – Dziadek Miffy
- Hanna Kinder-Kiss – Babcia Miffy
- Katarzyna Tatarak – nauczycielka
- Monika Wierzbicka – Ciocia Alicja

i inni
Lektor: Maciej Gudowski

## Spis Odcinków
| Premiera odcinka | N/o | Polski tytuł                   | Angielski tytuł               |
| ---------------- | --- | ------------------------------ | ----------------------------- |
| 22.02.2016       | 01  | Miffy i kałuże                 | Miffy and the Puddles         |
| 23.02.2016       | 02  | Miffy i smok                   | Miffy and the Dragon          |
| 24.02.2016       | 03  | Miffy i ptaszek                | Miffy and the Bird            |
| 25.02.2016       | 04  | Miffy farmerką                 | Miffy the Farmer              |
| 22.02.2016       | 05  | Miffy gra w tenisa             | Miffy and the Tennis Match    |
| 27.02.2016       | 06  | Wróżka Miffy                   | Miffy the Fairy               |
| 28.02.2016       | 07  | Grunty baletnicą               | Grunty the Ballerina          |
| 29.02.2016       | 08  | Jesienne liście                | Miffy and the Leaves          |
| 01.03.2016       | 09  | Przygoda na kempingu           | Miffy’s Camping Adventure     |
| 02.03.2016       | 10  | Jazda wózeczkiem               | Miffy’s Go-Cart               |
| 03.03.2016       | 11  | Urodzinowy bukiet Borysa       | Boris’s Big Bouguet           |
| 04.03.2016       | 12  | Miffy dostaje żaglówkę         | Miffy and the Toy Boat        |
| 05.03.2016       | 13  | Parasolka Miffy                | Miffy’s Umbrella              |
| 06.03.2016       | 14  | Miffy i tajemniczy dźwięk      | Miffy and the Squeak          |
| 07.03.2016       | 15  | Miffy gra w kręgle             | Miffy Goes Bowling            |
| 08.03.2016       | 16  | Miffy na plaży                 | Miffy at the Beach            |
| 09.03.2016       | 17  | Miffy podziwia chmury          | Miffy and the Clouds          |
| 10.03.2016       | 18  | Połamany Borys                 | Boris is Broken               |
| 11.03.2016       | 19  | Pocztówka do wujka Pilota      | Uncle Pilot’s Postcard        |
| 12.03.2016       | 20  | Miffy i krokodyl               | Miffy and the Crocodile       |
| 13.03.2016       | 21  | Nowy latawiec Miffy            | Miffy’s New Kite              |
| 14.03.2016       | 22  | Miffy królową zamku            | Miffy the Queen of the Castle |
| 15.03.2016       | 23  | Gruszkowe ciasto babci         | Grandma’s Pear Cake           |
| 16.03.2016       | 24  | Piesza wycieczka               | Poppy’s Nature Hunt           |
| 17.03.2016       | 25  | Zgubiona zabawka Dana          | Dan’s Lost Toy                |
| 18.03.2016       | 26  | Ciocia Alicja źle się czuje    | Aunt Alice is Poorly          |
| 09.05.2016       | 27  | Miffy i motylek                | Miffy and the Butterfly       |
| 09.05.2016       | 28  | Burza z piorunami              | Miffy and the Thunderstorm    |
| 10.05.2016       | 29  | Miffy w bibliotece             | Miffy at the Library          |
| 10.05.2016       | 30  | Gdzie jesteś, Grunty?          | Grunty Where Are You?         |
| 11.05.2016       | 31  | Mapa skarbów wujka Pilota      | Uncle Pilot’s Treasure Map    |
| 11.05.2016       | 32  | Miffy kelnerką                 | Miffy the Waitress            |
| 09.05.2016       | 33  | Miffy i ślimak                 | Miffy and the Snail           |
| 09.05.2015       | 34  | Miffy i rozgwiazda             | Miffy and the Star            |
| 13.05.2016       | 35  | Wspaniały samolot wujka Pilota | Uncle Pilot’s Amazing Plane   |
| 13.05.2016       | 36  | Niespodzianka dla mamy         | Mummy Gets a Surprise         |
| 14.05.2016       | 37  | Dziadek i duch                 | Grandpa and the Ghost         |
| 15.05.2016       | 38  | Borys jeździ na łyżwach        | Boris on Ice                  |
| 16.05.2016       | 39  | Nowy rower Miffy               | Miffy’s New Bicycle           |
| 16.05.2016       | 40  | Koszyk szczęścia               | Miffy’s Lucky Dip             |
| 17.05.2016       | 41  | Koncert Miffy                  | Miffy’s Concert               |
| 17.05.2016       | 42  | Wszyscy naśladują Miffy        | Miffy Takes the Lead          |
| 18.05.2016       | 43  | Miffy i naleśniki              | Miffy and the Pancakes        |
| 18.05.2016       | 44  | Miffy pomaga                   | Miffy Helps Out               |
| 19.05.2016       | 45  | Miffy i złota rybka            | Miffy and the Goldfish        |
| 19.05.2016       | 46  | Miffy sprzedaje lody           | Miffy’s Ice Cream             |
| 20.05.2016       | 47  | Wielki zły wilk Dan            | Dan the Big Bad Wolf          |
| 20.05.2016       | 48  | Snuffy psem pasterskim         | Snuffy the Sheepdog           |
| 21.05.2016       | 49  | Miffy i zagubione jajka        | Miffy and the Missing Eggs    |
| 22.05.2016       | 50  | Miffy i cieknący kran          | Daddy the Plumber             |
| 23.05.2016       | 51  | Wycieczka na farmę             | Melanie and the School Trip   |
| 23.05.2016       | 52  | Wujek Pilot ratuje Snuffy      | Uncle Pilot Saves the Day     |
| 31.10.2017       | 53  | Myjnia                         | Miffy’s Car Wash              |
| 31.10.2017       | 54  | Halloween                      | Miffy’s Halloween             |
| 01.11.2017       | 55  | Domek do zabawy                | Miffy and the Playhouse       |
| 01.11.2017       | 56  | Nocowanie                      | Dan’s Sleepover               |
| 02.11.2017       | 57  | Miffy piratką                  | Miffy the Pirate              |
| 02.11.2017       | 58  | Miffy i kaczątko               | Miffy and the Ducklings       |
| 03.11.2017       | 59  | Deskorolka                     | Dan’s Skateboard              |
| 03.11.2017       | 60  | Suknia balowa                  | Miffy’s Party Dress           |